# La Vie de Jimmy Dolan
Pour plus de détails, voir Fiche technique et Distribution.
La Vie de Jimmy Dolan (The Life of Jimmy Dolan) est un film américain réalisé par Archie Mayo, sorti en 1933.

## Synopsis
Jimmy Dolann, un boxeur de Southpaw, croit en une vie plus digne que la violence du ring mais fréquente un bar mal famé où il se saoule après avoir déclenché une bagarre. Plus tard, le journaliste Magee prévoit d’écrire un article sur le comportement de Jimmy mais il reçoit un coup de poing au visage que le tue accidentellement.
Alors que le combattant est certain de faire face à des accusations de meurtres et à une éventuelle incarcération, son manager Doc Woods s’en tire avec l’argent et la montre de Jimmy. En partant, ils se retrouvent impliqués dans un accident de voiture enflammé et sont tués sur le coup. Le visage de Doc étant méconnaissable et parce qu’il porte la montre de Jimmy, on identifie son cadavre comme celui du boxeur, déclaré mort.
Cependant, le détective Phlaxer n’est pas convaincu par cette thèse car il remarque que la montre est au mauvais poignet pour un gaucher. Pendant ce temps, Jimmy essaye de profiter de sa nouvelle situation et commencer une nouvelle vie en disparaissant. Au bord de la ruine, il tombe sur une ferme dirigée pour des enfants infirmes par une jeune femme nommée Peggy et sa tante. Il est accueilli et les aide en remerciement de leur hospitalité.
Un jour, un match de charité contre le boxeur King Cobra est organisé pour collecter des fonds indispensables à l’hypothèque de la ferme. Une photographie de Daugherty montre clairement à Phlaxer que le fugitif Jimmy Dolan est toujours vivant. Il a l’intention de le placer en détention mais en voyant comment la vie de Jimmy a changé pour le mieux, le détective le laisse libre.

## Fiche technique
- Titre : La Vie de Jimmy Dolan
- Titre original : The Life of Jimmy Dolan
- Réalisation : Archie Mayo
- Scénario : David Boehm et Erwin S. Gelsey d'après la pièce Sucker de Bertram Millhauser (en) et Beulah Marie Dix
- Société de production : Warner Bros. Pictures
- Musique : Cliff Hess (non crédité)
- Photographie : Arthur Edeson
- Montage : Herbert I. Leeds
- Direction artistique : Robert M. Haas
- Costumes : Orry-Kelly
- Pays d'origine : États-Unis
- Langue : anglais
- Format : Noir et blanc
- Genre : Drame - Son : Mono
- Durée : 88 minutes
- Date de sortie :
  - États-Unis : 3 juin 1933

## Distribution
- Douglas Fairbanks Jr. : Jimmy Dolan
- Loretta Young : Peggy
- Aline MacMahon : Mme Moore
- Guy Kibbee : Phlaxer
- Lyle Talbot : Doc Woods
- Fifi D'Orsay : Budgie
- Harold Huber : Reggie Newman
- Shirley Grey : Goldie West
- George Meeker : Charles Magee
- John Wayne : Smith
- Arthur Hohl : Herman Malvin

Et, parmi les acteurs non crédités :
- Mickey Rooney : Freckles
- Robert Barrat : Le shérif